# 서화도서관
서화도서관은 강원특별자치도 인제군에 있는 공립 도서관이다.

## 연혁
- 2014년 2월 개관.